# Julius Raab
Julius Raab (29. listopadu 1891 – 8. ledna 1964) byl rakouský křesťanskodemokratický politik. V letech 1953–1961 byl kancléřem Rakouska. V letech 1951–1963 byl předsedou Rakouské lidové strany (Österreichische Volkspartei – ÖVP).

## Život
Před válkou byl členem paravojenské pravicové organizace Heimwehr, posléze fašistické dolfussovské organizace Vaterländische Front. Do parlamentu byl zvolen roku 1927 za dolnorakouskou křesťansko-sociální stranu. Proslul zde antisemitskými výlevy, roku 1931 například nazval předsedu rakouských sociálních demokratů Otto Bauera „drzé židovské prase“. Čtyři týdny před anšlusem byl předsedou vlády Kurtem von Schuschniggem jmenován ministrem hospodářství. Po vstupu nacistů do Rakouska byl politicky odstaven, nikoli však perzekvován, nikdy se nezapojil do hnutí odporu.
V roce 1945 se stal členem prozatímní vlády Karla Rennera, která se vytvořila v sovětské okupační zóně. Roku 1945 též spoluzakládal ÖVP. Po jejím vítězství ve volbách v prosinci 1945 se stal předsedou jejího poslaneckého klubu v parlamentu. Svou pozici ve straně neustále posiloval především přes prezidentství ve vlivné Hospodářské komoře. Patřil mezi největší obhájce volného trhu a minimálních státních zásahů do ekonomiky. Roku 1951 se stal předsedou ÖVP, po volbách roku 1953 rakouským kancléřem. Do roku 1961 sestavil 4 kabinety, vždy zvolil velkou koalici se sociálními demokraty a ctil tak neformální celospolečenský konsensus zavedený svým předchůdcem Leopoldem Figlem, byť Raab měl vůči sociálním demokratům větší odstup. Během jeho předsednictví vládě podepsal roku 1955 s velmocemi klíčovou Rakouskou státní smlouvu, která zajišťovala odchod Rudé armády z Rakouska a jeho plnou státní suverenitu. Raab navázal poměrně dobré vztahy se Sověty na základě deklarované neutrality Rakouska ve Studené válce. Roku 1961 opustil pozici kancléře i předsedy ÖVP.